# Kareema Saleh Jasim
Kareema Saleh Jasim, née le 18 février 1988 au Kenya, est une athlète bahreïnie.

## Carrière
Kareema Saleh Jasim est médaillée d'argent du 5 000 mètres aux Championnats d'Asie juniors d'athlétisme 2006 à Macao.
Elle est médaillée d'argent du 10 000 mètres aux Jeux asiatiques de 2006 à Doha. Aux Championnats d'Asie d'athlétisme 2007 à Amman, elle remporte la médaille d'or du 5 000 mètres et du 10 000 mètres. Elle termine première du semi-marathon des Jeux panarabes de 2007 au Caire et est médaillée de bronze du 5 000 mètres aux Jeux mondiaux militaires d'été de 2007 à Hyderabad.
Elle est médaillée d'argent du 10 000 mètres aux Championnats d'Asie d'athlétisme 2011 à Kobe et remporte la médaille de bronze du 10 000 mètres aux Jeux mondiaux militaires d'été de 2011 à Rio de Janeiro. Elle est aussi médaillée d'argent du semi-marathon des Jeux panarabes de 2011 à Doha. Elle obtient la médaille de bronze par équipes aux Championnats du monde de cross-country 2013.